# Uraspis uraspis
 Uraspis uraspis és una espècie de peix de la família dels caràngids i de l'ordre dels perciformes.

## Morfologia
Els mascles poden assolir els 28 cm de longitud total.

## Distribució geogràfica
Es troba des del Mar Roig i el Golf Pèrsic fins a Sri Lanka, l'Índia, les Filipines, Hawaii, les Illes Ryukyu, nord d'Austràlia i Reunió.